# Charlie Hustle: The Blueprint of a Self-Made Millionaire
Charlie Hustle: The Blueprint of a Self-Made Millionaire är det sjätte studioalbumet av rapparen E-40. 

## Låtlista
1. L.I.Q.
2. Ballaholic
3. 'Cause I Can (feat. Jayo Felony och C-Bo)
4. Get Breaded (feat. Sauce Money & Fat Joe)
5. Look at Me (feat. Lil Wayne, Baby, Juvenile, B.G.)
6. Duckin' & Dodgin'
7. Fuckin' They Nose (feat. The Click)
8. Seasoned
9. Earl That's Yo' Life (feat. Too Short)
10. Rules & Regulations
11. Borrow Yo' Broad
12. Do What You Know Good (feat. Levitti)
13. Mouthpiece
14. Big Ballin' with My Homies
15. Ghetto Celebrity (feat. Suga T)
16. Gangsterous (feat. D-Shot och The Mossie)
17. Brownie Points (feat. A-1)